# Crast' Agüzza
Crast' Agüzza (ou Cresta Güzza) é uma montanha granítica com 3869 m de altitude no maciço de Bernina, na fronteira Itália-Suíça.
O pico tem a norte o glaciar Morteratsch e a sul o glaciar Scerscen Superior. A noroeste fica o Fuorcla Crast' Agüzza (3601 m). Devido à sua forma, a montanha é chamada localmente de Matterhorn da Engadina.
O seu acesso pode ser feito a partir do refúgio Diavolezza, pelo refúgio Marinelli Bombardieri pelos refúgios Marco e Rosa ou pelo refúgio Tschierva.

## Classificação SOIUSA
Segundo a classificação SOIUSA, o Crast' Agüzza pertence:
- Grande parte: Alpes Orientais
- Grande sector: Alpes Centrais Orientais
- Secção: Alpes Réticos Ocidentais
- Sub-secção: Alpes de Bernina
- Supergrupo: Cadeia Bernina-Scalino
- Grupo: Maciço do Bernina
- Sub-grupo: Subgrupo do Zupò
- Código: II/A-15.III-A.1.d

## Panorama

Panorama de Diavolezza. Da esquerda para a direita: Piz Palü, Bellavista, Crast' Agüzza (pequeno pico rochoso no meio), Piz Bernina e Piz Morteratsch